# Op zoek naar de tijdvogel
Op zoek naar de tijdvogel is een stripserie van de Franse scenarist Serge Le Tendre en tekenaar Régis Loisel.

## Beschrijving
De strip behoort tot de bekendste fantasyklassiekers uit de eerste helft van de jaren 80 en vertelt de verhalen van Mara, Bolster, Hermelijn en Donselaar. In de strip staat de eeuwige strijd tussen licht en donker centraal en ze onderscheidt zich van andere fantasy door originele personages, pakkende dialogen en een onorthodox verhaal.
Het eerste album De hoorn van Ramor verscheen in 1984 en vormt samen met De tempel der vergetelheid, De Jager en Het ei van de duisternis de eerste cyclus. De fauna en flora uit het tekenwerk Régis Loisel in deze cyclus inspireerden later Christophe Arleston voor zijn wereld van Troy.
Negen jaar na het verschijnen van Vriend Javin verschenen de albums van de prequelcyclus. Voor de afwerking werd oorspronkelijk een beroep gedaan op Dominique Lidwine, maar die kon door de vele opdrachten de albums niet afwerken. Aldus werd Mohammed Aouamri aangezocht als tekenaar. Het zevende deel werd getekend door Vincent Mallié.

## Verhaallijn
Het verhaal speelt zich af in Akbar, een wondere wereld die op het punt staat ten prooi te vallen aan de duistere god Ramor. Enkel de heksenkoningin Mara kan het tij nog keren, daarvoor moeten haar dochter Hermelijn en ridder Bolster echter enkele queestes vervullen.
De prequelcyclus vertelt het verhaal van de jonge Bolster die op zoek gaat naar de Jager. Hij wil hem vragen van hem de beste en sterkste ridder te maken. Prinses Mara dient ondertussen op zoek te gaan naar het spreukenboek van de goden, om zo de kwade god Ramor in bedwang te houden.